# Parablennius pilicornis
La bavosa africana (Parablennius pilicornis) è un pesce di mare appartenente alla famiglia Blenniidae.

## Distribuzione e habitat
Questo blennide ha una distribuzione di tipo anfiatlantico, ovvero su entrambi i lati dell'Oceano Atlantico. Sul lato americano è diffuso tra la Florida ed il Brasile mentre ad est si trova lungo le coste africane e nel mar Mediterraneo occidentale dove è segnalato nel golfo del Leone, in Spagna, Algeria e Marocco. Recentissima la segnalazione in acque italiane. Questa specie tropicale ha colonizzato stabilmente il mar Mediterraneo, dove è in netta espansione, solo da pochi anni, si suppone a causa della tropicalizzazione di questo mare.
Vive in acque basse su fondi scogliosi ricchi di alghe.

## Descrizione
Questa specie è abbastanza facilmente confondibile con altri membri del Genere. Ha tentacoli sopraorbitari di solito con 4 filamenti, tutti uguali nella femmina mentre nel maschio il primo è un po' più lungo.
La livrea è estremamente variabile: i maschi sono molto scuri con una macchia all'estremità anteriore della pinna dorsale, mentre altri individui possono essere completamente giallo oro o biancastri con una banda nera longitudinale (distinguibili da Parablennius rouxi poiché c'è un'altra linea nera longitudinale subito sotto la pinna dorsale).
La livrea più comune è bruna con macchie e fasce scure sui fianchi a formare una serie di disegni a forma di "H" sui fianchi. Sono comunque sempre presenti dei disegni chiari a "nido d'ape" sulle guance. Una carrellata di colorazioni che questa specie può assumere sono presentate nella galleria qui sotto.

## Riproduzione
Si riproduce in estate con modalità simili a quelle degli altri Blenniidae.

## Collegamenti esterni

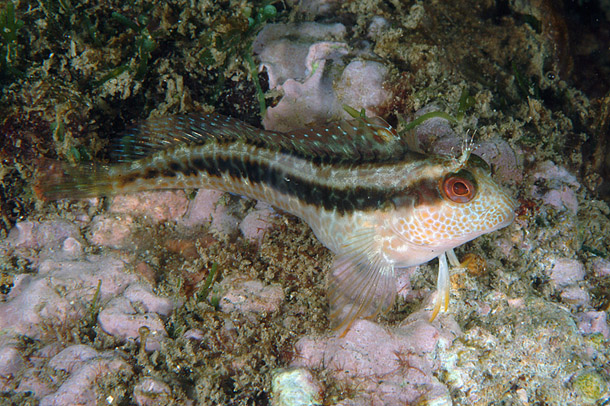
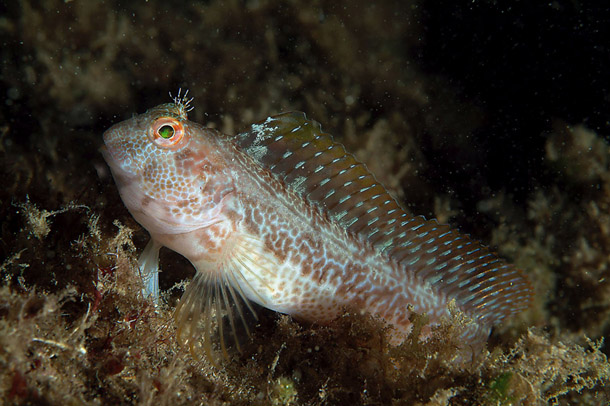
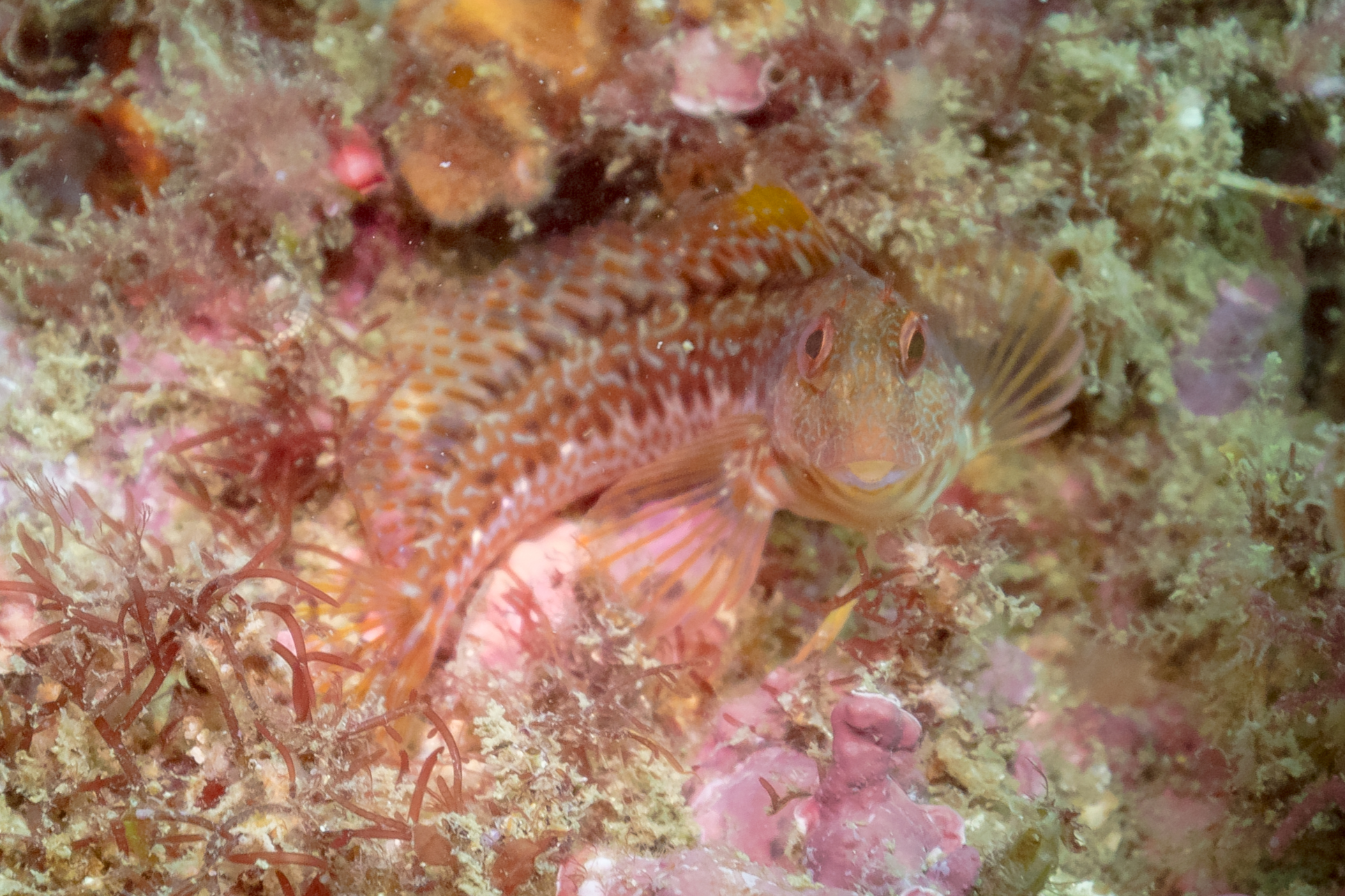
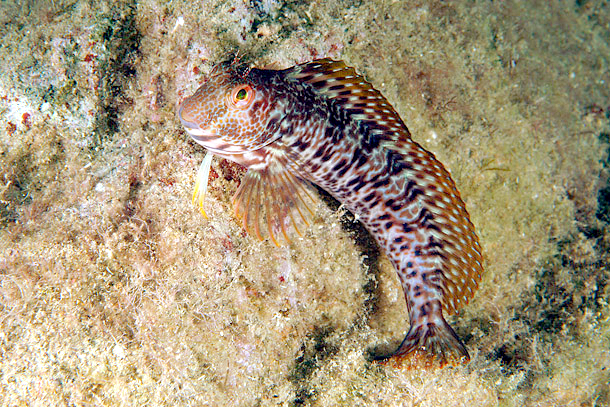
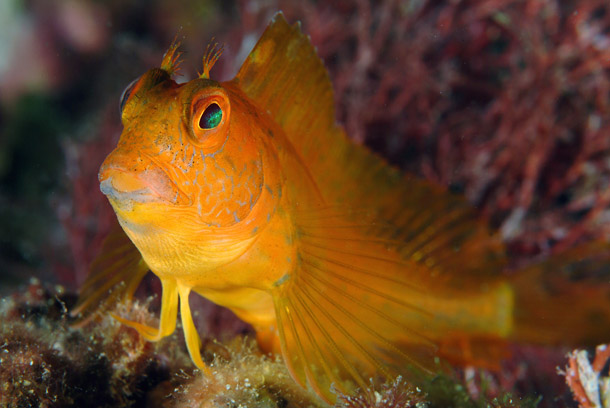
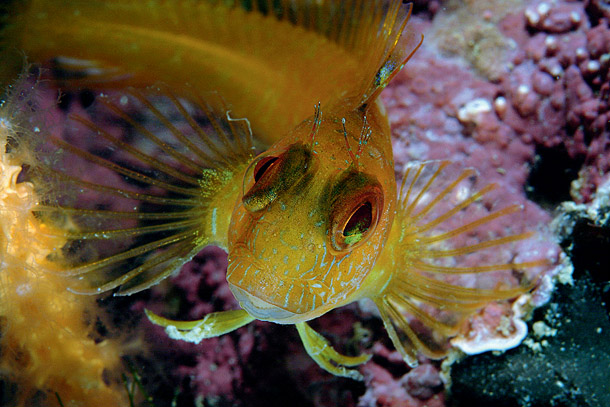